# Morning Prayer
Das Morning Prayer ist das gemeinschaftliche Morgenlob in den Kirchen der Anglikanischen Gemeinschaft. Alternativ wird der Begriff Matins (auch: Mattins) verwendet, besonders dann, wenn das Morning Prayer mehrheitlich durch einen Chor ausgeführt wird. Die Liturgie des Morning Prayer weist Ähnlichkeit mit der Matutin und den Laudes der Römisch-katholischen Kirche auf, der Begriff „Mattins“ ist aus der englischen Bezeichnung für die Matutin (vgl. auch frz. „Matines“) abgeleitet. Seine heute noch gültige Form erhielt das Morning Prayer durch das Book of Common Prayer von 1662, das in der Church of England noch immer maßgeblich ist.
Das Morning Prayer darf im Gegensatz zur Eucharistiefeier von einem Laien geleitet werden. Er wird von vielen Anglikanerinnen und Anglikanern im privaten Rahmen täglich gebetet. In der öffentlichen Feier in Kathedralen, Pfarrkirchen oder Kapellen, wo es sich auch im 21. Jahrhundert oft noch täglich auf der Gottesdienstordnung findet, wird es in der Regel durch eine Klerikerin bzw. einen Kleriker als Offiziantin bzw. Offiziant sowie die Gemeinde ausgeführt. In der selten gewordenen Variante „Choral Matins“ übernimmt der Chor mehr als drei Viertel der Texte, die Gemeinde hört hauptsächlich zu bzw. betet die Texte innerlich mit.

## Liturgie nach einem Book of Common Prayer

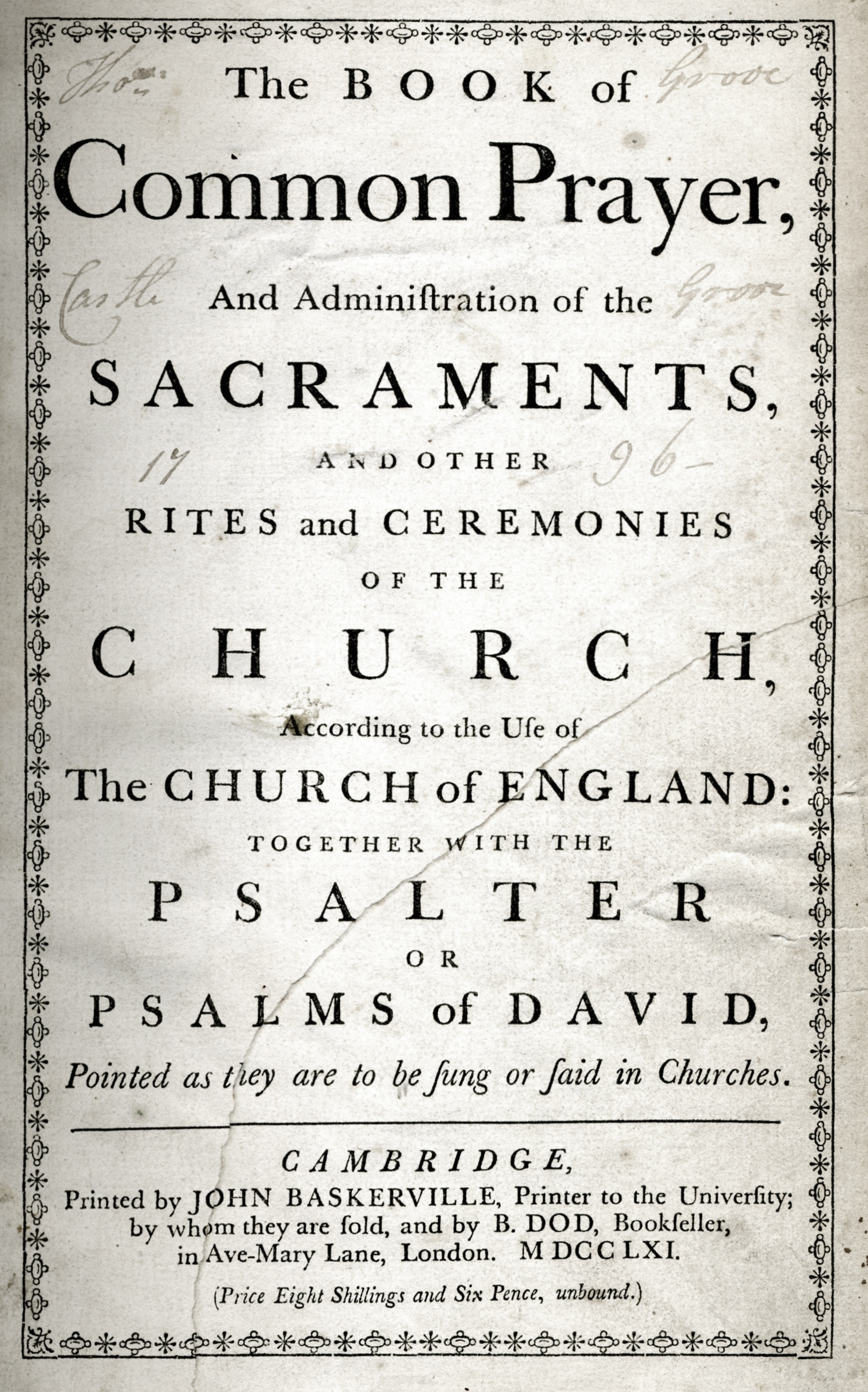
Das Book of Common Prayer (1662) als Agende der Church of England. In ihm findet sich die Ordnung des Morning Prayer, wie es bis heute traditionell gebetet wird.

Das Morning Prayer weist starke Parallelen zum Ablauf des Evening Prayer auf, allerdings ist die Auswahl der Cantica etwas breiter gefasst und enthält auch Texte aus dem Alten Testament.
Das Morning Prayer in der Ordnung nach dem Book of Common Prayer (1662) der Church of England, welcher Agenden wie das Book of Common Prayer der Anglican Church of Canada (1959) oder das Book of Common Prayer der Episcopal Church in den USA (1979) folgen, enthält folgende Elemente:
- Sentences of the Scriptures: Biblische Voten zur Eröffnung
- Penitential Introduction: Begrüßung mit Schuldbekenntnis, Absolution und Vaterunser
- Opening Preces: Bitten zur Eröffnung
- Venite exultemus Domino: Vortrag des Psalms 95, ggf. auch noch eines weiteren Psalmes
- Old Testament Reading: Lesung aus dem Alten Testament
- Te Deum, kann durch den Gesang der Jünglinge im Feuerofen (Benedicite omnia opera) ersetzt werden.
- New Testament Reading: Lesung aus dem Neuen Testament
- Benedictus (Canticum aus dem Lukasevangelium) kann durch Psalm 100 (Jubilate Deo) ersetzt werden
- The Apostles’ Creed: Apostolisches Glaubensbekenntnis
- Lesser Litany, Lord’s Prayer and Suffrages: Salutation und Bitte um Erbarmen, Vaterunser und weitere Bitten
- Collects (Drei Orationen): 1. Collect of the Day, 2. Collect for Peace, 3. Collect for Grace to live well
- Prayer for the King’s Majesty / A Prayer for the Royal Family: Gebete für die königliche Familie. Fällt dort weg, wo die Königin bzw. der König kein Staatsoberhaupt ist
- Prayer for the Clergy and People: Gebet für Klerus und die Allgemeinheit
- Prayer of Saint Chrysostom: Gebet um Annahme der Bitten, Johannes Chrysostomos zugeschrieben
- The Grace: Abschlussvotum aus 2. Kor 13

## Besonderheiten der gesungenen Form „Choral Mattins“
In der gesungenen Form mit Chor fällt der Gemeinde nur das Sprechen bzw. Singen des Apostolischen Glaubensbekenntnisses zu, ebenso des Vaterunsers, wenn dieses nicht vom Chor mehrstimmig ausgeführt wird. Vielerorts wird daher noch mindestens ein gemeinsam gesungenes Kirchenlied eingefügt.
Die Opening Preces werden responsorial zwischen Offiziantin bzw. Offiziant und Chor ausgeführt.
Der Psalm 95 wird in aller Regel auf einen mehrstimmigen „Anglican Chant“ gesungen.
Die Lesser Litany und die Suffrages werden responsorial zwischen Offiziantin bzw. Offiziant und Chor ausgeführt.
Die drei Orationen werden von der Offiziantin bzw. vom Offizianten einstimmig gesungen, jede Oration wird dann vom Chor mit einem mehrstimmigen „Amen“ beantwortet. Nach den Orationen kann ein Anthem folgen.

## Kompositionen für „Choral Matins“
Da das Morning Prayer in seiner gesungenen Fassung bis ins 20. Jahrhundert hinein an Kathedralen, Kapellen der Oxbridge-Colleges und großen Pfarrkirchen fester Bestandteil der Gottesdienstordnung war, liegt ein umfangreiches Korpus an Vertonungen der Cantica und Psalmen vor. Mehrstimming vertont werden vor allem das Te Deum und der Psalm 100 (oft verkürzend „Jubilate“ genannt), fast immer in englischer Sprache. Des Weiteren die Preces and Responses, wozu grundsätzlich die Opening Preces, die Lesser Litany, die Suffrages und das dreifache Amen gehören. Mehrstimmig gesetzt sind nur die Verse des Chores, die Verse für Offiziantin bzw. Offiziant sind fast immer einstimmig. Letztere folgen oft dem Wortlaut von John MerbeckesThe Booke of Common Prayer Noted von 1550. Das Vaterunser wird oft gesprochen oder auf einen Rezitationston gesungen, in etlichen Vertonungen der Preces and Responses ist aber auch eine mehrstimmige Fassung des Vaterunsers eingeschlossen.
Es gibt unzählige Cantica-Vertonungen, doch inzwischen hat sich eine Art Kanon herausgebildet, der neben Werken aus der älteren Musikgeschichte, etwa von Henry Purcell, auch Komponisten des Viktorianischen Zeitalters wie Charles Villiers Stanford und des 20. Jahrhunderts wie Herbert Howells oder Benjamin Britten umfasst.
Vertonungen von Komponisten, die nicht in den Commonwealth-Staaten oder den USA sozialisiert worden sind, haben ebenfalls ins Repertoire Einzug gehalten. Zu nennen sind hier unter anderem Georg Friedrich Händel und Felix Mendelssohn Bartholdy.

## Kirchen, in denen „Choral Matins“ fester Bestandteil der Gottesdienstordnung sind

### England
In den meisten Kathedralen der Church of England waren „Choral Matins“ bis in die Mitte des 20. Jahrhunderts hinein fester Bestandteil der Gottesdienstordnung. Zu Beginn der 2020er Jahre ist dies nur noch in rund einem Dutzend Kathedralen der Fall, etwa in Rochester, London, Winchester, Salisbury und York.

### Irland
In der anglikanischen St. Patrick’s Cathedral in Dublin werden durch die Schülerinnen und Schüler der kathedraleigenen Chorschule während des Schuljahrs an fünf Tagen in der Woche (Dienstag bis Freitag) „Choral Matins“ gestaltet.

### Vereinigte Staaten von Amerika
In der Episcopal Church gibt es nur wenige Gemeinden, die das Morning Prayer mit Chorgesang pflegen. Ein- bis zweimal monatlich wird es in der Christ Chuch Georgetown in Washington DC, in der Grace Church im New Yorker Stadtbezirk Manhattan (Greenwich Village), in der Trinity Church on the Green in New Haven, in der St. Andrew’s Church im Pittsburgher Stadtteil Highland Park, in der St. Chrysostom's Church in Chicago in der St. John’s Church in Detroit sowie in der St. Paul's Church in Indianapolis gefeiert, hierbei ersetzt es jeweils den sonst zur gleichen Zeit stattfindenden Abendmahlsgottesdienst.